# キリング・フィールズ 失踪地帯
『キリング・フィールズ 失踪地帯』（キリング・フィールズ しっそうちたい、Texas Killing Fields）は2011年のアメリカ合衆国のサスペンス映画。
監督はアミ・カナーン・マン、出演はサム・ワーシントンとジェフリー・ディーン・モーガンなど。
テキサス州の犯罪多発地帯「キリング・フィールズ」で起きた連続少女失踪事件の謎を追う2人の刑事を描いている。

## ストーリー
刑事マイクと相棒のブライアンは、連続して発生した少女の失踪と殺人事件の捜査にあたっていたが、その矢先にブライアンが気にかけていた心に傷を抱えた少女アンも失踪してしまう。アンが事件に巻き込まれたと直感したブライアンは、犯罪が多発することで知られる「キリング・フィールド（殺人地帯）」と呼ばれる危険地帯へと向かう。ブライアンからの連絡を受けて駆けつけたマイクと共に、ブライアンは瀕死のアンを見つける。アンをマイクに預け、ブライアンはマイクの犬と共に犯人を追うが、犯人ともみ合いになり、撃たれてしまう。一方、アンを救急に預けたマイクはブライアンのもとに急ぐが、そこに電話がかかり、ブライアンが死んだと知らされる。電話の発信元がアンの家付近であることから、真犯人がアンの母親で娼婦のルーシーの「客」の1人で以前から怪しいと睨んでいたライノであると気付いたマイクはアンの家に向かう。アンの家の前からマイクがかけた電話をきっかけに、ライノがアンを殺したと知らされたルーシーがライノと揉め、殺し合いとなる。マイクがかけつけると、ルーシーとアンの兄は死んでおり、ライノも瀕死の状態にあった。数ヶ月後、アンはかろうじて助かったブライアンと再会する。

## キャスト
マイク・サウンダー
演 - サム・ワーシントン、日本語吹替 - 狭川尚紀
地元出身の熱血刑事。父親も警官だった。
ブライアン・ヘイ
演 - ジェフリー・ディーン・モーガン、日本語吹替 - 西垣俊作
マイクの相棒刑事。ニューヨーク出身。信心深く家族想いで穏やかな性格。
リトル・アン・スライガー
演 - クロエ・グレース・モレッツ、日本語吹替 - 平井まみ
保護観察中の少女。娘のように気遣ってくれるブライアンを慕う。
ルーシー・スライガー
演 - シェリル・リー
アンの母親。娼婦。
ライノ
演 - スティーヴン・グレアム、日本語吹替 - 菊池康弘
ルーシーの「客」の1人。アンに関心を寄せる。
パム・ストール
演 - ジェシカ・チャステイン、日本語吹替 - 結城飛鳥
女刑事。マイクの元妻。マイク、ブライアンと共に事件を追う。
グウェン・ヘイ
演 - アナベス・ギッシュ
ブライアンの妻。
ルール・バリー
演 - ジェイソン・クラーク
事件の容疑者。

## 日本語吹替制作スタッフ
演出:椿 淳
翻訳:安本熙生
製作:メディアゲート

## 作品の評価
Rotten Tomatoesによれば、「『キリング・フィールズ 失踪地帯』は要求にかなった定型的な犯罪スリラーで、より良い映画で使われるキャラクターやプロットを捻り出している。」であり、46件の評論のうち高評価は37%にあたる17件で、平均点は10点満点中5.12点となっている。
Metacriticによれば、17件の評論のうち、高評価は3件、賛否混在は13件、低評価は1件で、平均点は100点満点中49点となっている。